# Pattukkottai
Pattukkottai (Tamil: பட்டுக்கோட்டை Paṭṭukkōṭṭai [ˈpaʈːɯˌkːoːʈːɛi̯], auch Pattukottai) ist eine Stadt im indischen Bundesstaat Tamil Nadu. Die Einwohnerzahl beträgt rund 73.000 (Volkszählung 2011).
Pattukkottai liegt am Rand des Kaveri-Deltas im Süden des Distrikts Thanjavur. Die Distrikthauptstadt Thanjavur liegt 50 Kilometer nördlich. Die Entfernung nach Chennai (Madras), der Hauptstadt Tamil Nadus, beträgt 425 Kilometer. Pattukkottai ist Hauptort des Taluks Pattukkottai.
87 Prozent der Einwohner Pattukkottais sind Hindus, 8 Prozent sind Muslime und 5 Prozent Christen. Die Hauptsprache ist, wie in ganz Tamil Nadu, Tamil, das von 98 Prozent der Bevölkerung als Muttersprache gesprochen wird.